# Тимчук Катерина Андріївна
Катерина Андріївна Тимчук (?, тепер Березнівського району Рівненської області — ?) — українська радянська діячка, новатор сільськогосподарського виробництва, завідувачка ферми колгоспу імені Сталіна (імені Шевченка) Березнівського району Рівненської області. Депутат Верховної Ради УРСР 5-го скликання.

## Біографія
Народилася в селянській родині. Закінчила сільську школу.
З кінця 1940-х років — свинарка, з 1952 року — завідувачка свинарської і птахівничої ферми колгоспу імені Сталіна (потім — імені Шевченка) села Зірне Березнівського району Рівненської області.